# Serpula cristata
Serpula cristata är en ringmaskart som beskrevs av Jean-Baptiste Lamarck 1818. Serpula cristata ingår i släktet Serpula och familjen Serpulidae. Inga underarter finns listade i Catalogue of Life.